# Reefton
Reefton – miasto w Nowej Zelandii, na Wyspie Południowej, w regionie West Coast.

## Historia
4 sierpnia 1888 roku w Reefton została uruchomiona elektrownia, dzięki czemu miasto stało się pierwszym miastem w Nowej Zelandii i na południowej półkuli korzystającym z energii elektrycznej.